# Жусуп Сиримули
Жусуп Сиримули (каз. Жүсіп Сырымұлы або за російськими джерелами Жусуп Сиримов, 1770 — 1840) — казахський батир, старшина казахського роду Байбакти, син Сирима Датова. Тархан. Один з ватажків повстання казахів під його проводом.

## Біографічні відомості
Серед нащадків батира Сирима Датова найбільш відомий син Жусуп, який народився у 1770 році в аулі Сарой, що нині в межах Жимпітинського сільського округу Сиримського району Західно-Казахстанській області Казахстану. Матір'ю Жусупа Сиримова була перша дружина Сирима Датова (байбіше) на ім'я Торгин.
Первісток у сім'ї, Жусуп згодом був старшиною, бієм і волосним управителем Байбактинського роду. Жусуп відрізнявся відвагою, справедливістю, рішучістю, що підвищувало його імідж серед земляків. Через його великий вплив на справи Молодшого жузу Жусуп-батир визнаний одним з видатних діячів свого часу. Ще при житті Сирима Датова Жусуп був зведений російською імператрицею Катериною II в чин Тархана.
Дізнавшись про наміри синів хана Нурали — султанів Каратая і Бокея спільно з Хівинский ханом і російською владою ліквідувати Сирим-батира, Жусуп у 1802 році разом з однородцями перекочував слідом за батьком в район середньої течії Сирдар'ї, однак не встиг запобігти його насильницьку смерть.
Трагічна смерть батька зміцнила переконання Жусупа в тому, що від колоніального ярма можна позбутися тільки за допомогою зброї. Після смерті Сирима Датова Жусуп Сиримули разом з султаном Абилгази активно захищав від уральських козаків межиріччя річок Урал і Ілек, потім разом зі своєю дружиною боровся з колонізаторами в загоні вірного соратника батира Сирима Жоламана Тленшиули.
Жусуп загинув у 1840 році, як і його батько, на чужині. Місце його поховання невідоме, а його численні нащадки, за радянських часів піддані гонінням, проживають на стику Оренбурзької, Самарської і Челябінської областей Росії.